# Copilul 44 (film)
Copilul 44 (titlu original: Child 44) este un film din 2015, regizat de Daniel Espinosa, scris de Richard Price și bazat pe romanul cu același nume. Rolurile au fost interpretate de actorii Tom Hardy, Gary Oldman, Noomi Rapace, Joel Kinnaman, Paddy Considine, Jason Clarke și Vincent Cassel. A fost lansat pe 17 aprilie 2015.